# Marc Gicquel
Marc Gicquel (Tunisi, 30 marzo 1977) è un allenatore di tennis ed ex tennista francese.

## Biografia
Cresciuto a Saint-Brieuc e residente a Boulogne-Billancourt, ha debuttato tra i professionisti nel 1999, continuando a giocare nei tornei minori. Ha giocato per la prima volta in un torneo del Grande Slam agli Open di Francia del 2004. Entrato nel 2006 nella top 100, ha vinto il suo primo match di uno dei quattro tornei principali al Roland Garros dello stesso anno arrivando al secondo turno, dove ha perso 11-9 al quinto set contro il tedesco Nicolas Kiefer. Non partecipò poi al Torneo di Wimbledon ma si rifece clamorosamente agli US Open dove mettendo a segno 50 aces batté in successione il belga Christophe Rochus, lo spagnolo Juan Carlos Ferrero e Gastón Gaudio prima d'arrendersi al quarto turno a Roger Federer in tre set. La sua prestazione lo mise comunque in mostra come un giocatore in rapida salita, seppure in età molto avanzata. Un mese e mezzo dopo ha giocato la sua prima finale ATP a Lione dove s'è arreso in finale al connazionale Richard Gasquet per 6-3 6-1.
Il suo potente servizio è da lui considerato il suo colpo migliore.
Il 18 agosto 2008, a Washington, Gicquel ha vinto il suo primo titolo ATP in doppio, sconfiggendo in coppia con lo svedese Robert Lindstedt il duo formato dal brasiliano Bruno Soares e dal giocatore dello Zimbabwe Kevin Ullyett.
L'8 settembre dello stesso anno raggiunge il suo best ranking classificandosi al 37º posto.
Ha annunciato il suo ritiro nell'ottobre 2014.

## Statistiche

### Singolare

#### Finali perse (3)
- 2006: Lione (sconfitto da Richard Gasquet)
- 2007: Lione (sconfitto da Sébastien Grosjean)
- 2008: 's-Hertogenbosch (sconfitto da David Ferrer)

### Doppio

#### Vittorie (4)
- 2008: Washington (in coppia con Robert Lindstedt)
- 2009: Brisbane (in coppia con Jo-Wilfried Tsonga)
- 2010: Brisbane (in coppia con Jérémy Chardy)
- 2013: Montpellier (in coppia con Michaël Llodra)

#### Finali perse (3)
- 2007: Gstaad (in coppia con Florent Serra)
- 2007: Chennai (in coppia con Marcos Baghdatis)
- 2014: Montpellier (in coppia con Nicolas Mahut)